# ليوبولد غوتليب
ليوبولد غوتليب (بالفرنسية: Léopold Gottlieb)‏ هو رسام بولندي وفرنسي، ولد في 1879 في بولندا، وتوفي في 24 أبريل 1934 في باريس في فرنسا.